# Воксголл (станція)
51°29′09″ пн. ш. 0°07′23″ зх. д. / 51.485833° пн. ш. 0.123056° зх. д.
Воксголл (англ. Vauxhall) — станція Лондонського метрополітену лінії Вікторія та National Rail, розташована у районі Воксголл у 1-й та 2-й тарифній зоні. В 2017 році пасажирообіг станції, для National Rail, склав 20.619 млн осіб, для Лондонського метро — 30.83 млн осіб

## Історія
- 11 липня 1848: відкриття станції у складі London and South Western Railway (LSWR), як Воксголл-брідж
- 23 липня 1971: відкриття платформ лінії Вікторія

## Пересадки
- на автобуси London Buses маршрутів: 2, 36, 77, 87, 88, 156, 185, 196, 344, 360, 436, 452 та нічні маршрути N2, N87, N136[6][7]